# Överlåtelse (teologi)
Överlåtelse, som begrepp inom kristen tradition, betyder att lägga sitt liv i Guds händer. I förlitan på gudens kärlek och vishet, ber troende honom att forma ens livsväg och ens själ. Överlåtelse är i grunden detsamma som att ge kärleken fria händer, enligt kristna. 